# معین‌الدین احمد قریشی
معین‌الدین احمد قریشی (به انگلیسی: Moeenuddin Ahmad Qureshi) زادهٔ ۲۶ ژوئن ۱۹۳۰ – درگذشتهٔ ۲۲ نوامبر ۲۰۱۶ یک سیاست‌مدار اهل پاکستان و از ژوئیه تا اکتبر ۱۹۹۳ نخست‌وزیر این کشور بود. معین‌الدین احمد قریشی در ۲۲ نوامبر ۲۰۱۶ در سن ۸۶ سالگی درگذشت.